# Теория развивающего обучения
Тео́рия развива́ющего обуче́ния — направление в теории обучения и практике образования, содержанием, методами и
формами организации ориентирующееся на развитие физических, познавательных и нравственных способностей учащихся путём использования их потенциальных возможностей и закономерностей этого развития.

## История понятия
Теория начала формироваться в конце 1950-х — 1970-е годы в работах Л. В. Занкова, Д. Б. Эльконина, В. В. Давыдова, в трудах которого эта проблема изложена наиболее фундаментально.
Термин «развивающее обучение» был введён В. В. Давыдовым для обозначения ограниченного круга явлений, но довольно скоро термин вошёл в массовую педагогическую практику.
Исследования развивающего обучения начались ещё в 1950-е годы с выявления следующего факта: большие усилия, направляемые на обучение младших школьников, не давали должного эффекта в их психическом развитии. Это было описано Б. Г. Ананьевым и Л. В. Занковым. Тем самым была поставлена научно-практическая проблема связи обучения и развития младших школьников, которая стала активно обсуждаться в трудах советских психологов и педагогов. Так, уже в 1960-е гг., когда было обнаружено, что изменение содержания и методов традиционного начального обучения даёт определённый положительный эффект в развитии детей, с резкой критикой традиционного обучения выступили Л. В. Занков, Д. Б. Эльконин, В. В. Давыдов и другие.

## Методологическая основа понятия
Понятие «развивающее обучение» основано на теории культурно-исторической психологии Л. С. Выготского и психологической теории деятельности А. Н. Леонтьева.
В культурно-исторической психологии была поставлена проблема соотношения обучения и развития, которая представляет, по словам Л. С. Выготского, «самый центральный и основной вопрос, без которого проблемы педагогической психологии… не могут быть не только правильно решены, но даже поставлены». По мнению Л. С. Выготского, к началу 1930-х гг. более или менее отчетливо выявились три основные теории о соотношении обучения и развития:
- первые — не признают влияния обучения на развитие, отрицает самую возможность развивающего обучения;
- вторые и третьи — признают наличие развивающего обучения независимо от того, как оно может быть истолковано.

Эти теории с некоторыми модификациями существуют в современной психологии, имея под собой обоснования экспериментального и практического характера. Каждая из них имеет своих сторонников, но по внутреннему смыслу они делят своих приверженцев на два лагеря.
При решении проблемы соотношения обучения и развития Л. С. Выготский основывался на обще используемом законе генезиса психических функций ребёнка. Развитие ребёнка реализуется — по Л. С. Выготскому — через «зоны ближайшего развития», которые формируются в процессе его обучения, в общении со взрослыми и товарищами. Это положение означает, что новое действие ребёнок самостоятельно сможет сделать лишь тогда, когда сделает это во взаимодействии с другими. Новая психическая функция станет собственным «индивидуальным продолжением» её выполнения в коллективной деятельности, организация которой и есть обучение. «Только то обучение является хорошим, которое забегает вперед развития». Вне такого обучения в психической жизни ребёнка невозможны такие процессы, которые связаны с его развитием. Обучение — внутренне необходимый и всеобщий момент развития.
В работах Л. С. Выготского нет предметного описания развивающего обучения, которое в трудах психолога осталось лишь гипотезой. Она была разработана и обоснована в рамках психологической теории деятельности.

## Основные теории развивающего обучения
К основным теориям развивающего обучения относятся дидактическая теория Л. В. Занкова и теория содержательного обобщения и формирования учебной деятельности Д. Б. Эльконина — В. В. Давыдова.

### Дидактическая системаЛ. В. Занкова
С 1960-х годов Л. В. Занков разрабатывал в лаборатории экспериментальной дидактики Академии педагогических наук РСФСР дидактическую систему, способствующую общему психическому развитию школьников.
В системе Л. В. Занкова урок имеет гибкую структуру, включающую дискуссии по прочитанному и увиденному, по изобразительному искусству, музыке, труду, дидактические игры, интенсивную самостоятельную деятельность учащихся, коллективный поиск на основе наблюдения, сравнения, группировки, классификации, выяснения закономерностей, самостоятельной формулировки выводов. Система направлена на развитие у детей умения мыслить, наблюдать, действовать практически.

### Теория содержательного обобщения и формирования учебной деятельностиД. Б. Эльконина—В. В. Давыдова
Развивающее обучение в системе Эльконина — Давыдова должно формировать у школьников теоретическое мышление, т. e. должно быть ориентировано не только на запоминание фактов, но и на понимание отношений и причинно-следственных связей между ними. Под теоретическим мышлением понимается словесно выраженное понимание человеком происхождения той или иной вещи, того или иного явления, понятия, умение проследить условия этого происхождения, выяснить, почему эти понятия, явления или вещи приобрели ту или иную форму, воспроизвести в своей деятельности процесс происхождения данной вещи.
На этом в системе Эльконина — Давыдова основываются как логика и содержание учебных предметов, так и организация учебного процесса (в основе которого должна лежать теория формирования учебной деятельности и её субъекта). В данном случае ученик усваивает не столько знания вообще, а учится учиться в процессе формирования универсальных учебных действий, развития теоретического мышления, аналитических способностей у школьника, развитие у ученика логики научного познания по принципу «от абстрактного к конкретному».
Одной из первых успешных попыток практической реализации системы стал разработанный Л. Г. Петерсон в 1991—1997 гг. непрерывный курс математики «Учусь учиться» для дошкольников, начальной школы и 5-6 классов средней школы, который нашёл широкое применение в школах Российской Федерации. По мнению педагогов школ, в которых дети учат математику по данному курсу, он развивает логическое мышление и прививает любовь к математике. В 2014 году первый зампред Комитета Государственной думы по образованию О. Н. Смолин, отмечал, что по учебникам Петерсон занимались большинство членов сборных команд российских школьников, выступавших на международных математических олимпиадах.